# Battle of Manila Bay
Battle of Manila Bay è un cortometraggio del 1898 diretto da J. Stuart Blackton e da Albert E. Smith. Ne esiste ancora una copia conservata nell'archivio del George Eastman Museum.

## Produzione
Il film venne girato sul tetto degli uffici della Vitagraph, a New York, il 19 maggio 1898. Si ipotizza che vi sia stato uno dei primi impieghi di modellini in un film; inoltre foto delle navi vennero incollate su un'asse di legno per farle galleggiare in una vasca piena d'acqua e esplosioni vennero simulate con un po' di polvere da sparo.